# Физиологија дисања човека
Физиологија дисања човека је област медицинске физиологије која проучава процесе дисања непосредно повезане са потрошњом кисеоника и ослобађањем угљен-диоксида, који имају за циљ стварање и ослобађање енергије потребне у човековим животним процесима.

## Процес дисања и дисање
Сви познати живи организми врше размену гасова са њиховом околином. Ова размена је позната као дисање. За одржавање живота, кисеоник мора бити инхалиран у плућа, затим процесом дифузије преко алвеоло-капиларне мембране, хемоглобина и плазме крви пренет до ткива и потом пренет у ћелије ткива у којима се обавља аеробни метаболизам.
Процеси дисање су; '
- дисање (размена гасова),
- спољашње дисање
- унутрашње дисање и
- регулација дисања

### Дисање
Дисање представља високо интегрисани процес који укључује комплексне сигналне механизме у мозгу, можданом стаблу, кичменој мождини, кранијални и спиналним нервима, уз координисано функционисање дијафрагме, интеркосталних мишића, ларинкса, фаринкса, плућа и кардиоваскуларног система.
Дисање се може описати и као спонтани, ритмички механички процес. Контракцијом и релаксацијом мишића у току дисања настаје кретања гасова из спољне средине у плућа и обратно, чиме тело добија један гасовити медиј за размену гасова.

### Спољашње дисање
Спољашње дисање се одвија у алвеолама плућа. Ваздух, који садржи кисеоник, из спољне средине механичким процесом дисања улази у алвеоле плућа. Из удахнутог ваздух у алвеолама, кисеоник дифузијом прелази у крвоток. У исто време, угљен-диоксид дифузијом из венске крви прелази у алвеоле одакле са издахнутим ваздухом напушта плућа. Дисајни циклус је несвестан процес који се непрекидно понавља, осим ако је због поремећаја свести настане поремећај у његовој регулацији.
Спољашње дисање одвија се у две фазе (активну и пасивну):
Активна фаза-удисање
Кретање ваздуха према плућима је активна фаза спољњег дисања, или удисање. Оно је узроковано ширењем зида грудног коша и спуштањем дијафрагме наниже. Удах повећава волумен плућа и у њима ствара подручје ниског притиска. Будући да је већи притисак споља, ваздух продире у плућа.
У току мирног дисања интраплеурални притисак, у односу на атмосферски на почетку удисања, је око (-2,5 mmHg) и смањује се на приближно (-6 mmHg) на крају инспиријума. За то време притисак у плућима варира у распону од 0 до -1,2 mmHg, тј. постаје благо негативан.
При максималном удаху пречник грудног коша повећава се за 20%. Нормална број дисајних циклуса је 12 удисаја у минути, а запремина удахнутог ваздуха при једном удаху је око 500 ml. Према томе, минутни волумен дисања (или количина ваздуха која прође кроз плућа), просечно је око 6 литара у минути.
Пасивна фаза- издисање
У пасивној фази спољњег дисање – издисање, дијафрагма се подиже навише а зид грудног коша се сужава, што доводи до повећања притиска унутар плућа. Након што се отвори глотис, притисак унутар плућа избацује ваздух, заједно са ослобођеним  из крви, у атмосферу.

### Унутрашње дисање
Унутрашње дисање је процес који се одвија на нивоу ткива и ћелија, које из кисеоником обогаћене крви користе кисеоник а у њу враћају угљен-диоксид. Овај механизам познат је и као метаболички процес производње енергије неопходне за живот. Унутрашње или ћелијско дисање је исти процес, који се одвија постепено, у неколико корака, а чији је резултат претварање енергије ускладиштене у молекулима глукозе у употребљиву хемијску енергију у облику АТП-а.

### Регулација дисања
Нервни систем подешава величину алвеоларне вентилације потребама организма. Захваљујући томе, притисци кисеоника и угљен-диоксида у крви се минимално мењају и код тешких оптерећења респираторног система. Центар за дисање се налази у продуженој мождине и понсу, а регулација дисања се одвија континуираним емитовањем импулса - (сигнала).
Дисање представља високо интегрисани процес који укључује комплексне сигналне механизме у мозгу, можданом стаблу, кичменој мождини, кранијалним и спиналним живцима, уз координисано функционисање дијафрагме, међуребарних мишића, гркљана, ждрела, плућа и кардиоваскуларног система. Овај процес подразумева и учешће више различитих неуротрансмитера, неуромодулатора, рецептора, секундарних гласника и транскрипционих фактора, од којих се већина још увек испитује (види слику десно)
Кључни неуротрансмитер који посредује у спровођењу синаптичких ексцитаторних сигнала у готово свим респираторним неуронима можданог стабла је глутамат. Он је неопходан за трансмисију инспираторних сигнала у респираторним премоторним и респираторним моторним неуронима. Глутамат своје ефекте остварује углавном деловањем преко Н-метил-д-аспартат (НМДА) рецептора, али и преко не-(НМДА) рецептора, тј АМПА (алфа-амино-3-хидрокси-5-метилисоксазол 4-пропионичне киселине) и каинатских рецептора, као и метаботропних рецептора (mGluRs) укључених у понтомедуларне сигналне путеве.

Последњих година, бројна експериментална и клиничка истраживања указују на значај функционалног интегритета малог мозга и понса и њихове тзв. понтомедуларне сигналне мреже која повезује дорзолатерални тегментум понса, (лат. nc. tractus solitarius) и вентролатерално подручје продужене мождине и њихове улоге у аутономној контроли дисањаAlheid, G. F.; Milsom, W. K.; McCrimmon, D. R. (2004). „Pontine influences on breathing: An overview”. Respir Physiol Neurobiol. 143 (2–3): 105—14. PMID 15519548. S2CID 32801207. doi:10.1016/j.resp.2004.06.016.</ref>
Крајњи циљ регулације дисања је одржавање повољних концентрација кисеоника, угљен-диоксида и водоникovih (H+) јона у телесним течностима. Повећање угљен-диоксида или водоникових јона утиче на респирацију, тако што надражује центар за дисање и доводи до уклањања вишка гасова убрзањем респирације. Регулација угљен-диоксида се врши механизмом повратне спреге, тако да у току хипоксије изазване пнеумонијом, емфиземом и других плућним болестима, овај систем може да повећа алвеоларну вентилацију-дисање 5-7 пута.

## Анатомија органа за дисање
Дисајни систем човека састоји се од дисајних путева и органа који уносе атмосферски ваздух у организам.
Састав дисајног система
| Дисајни путеви               | Анатомске структуре                    |
| ---------------------------- | -------------------------------------- |
| Горњи дисајни путеви         | • Усно-носни пролаз • Ждрело • Гркљан  |
| Доњи дисајни путеви          | • Душник • Бронхије • Бронхиоле        |
| Алвеоларни дуктуси и алвеоле | • Алвеоле • Мрежа алвеоларних капилара |

Усно носни пролаз
Устно носни пролаз се састоји из усница, усне шупљине, ноздрва и носне шупљине (назални пролаз). Овај пролаза облаже слузокожа која је прекривена цилијарним епителом, чија је основна улога филтрирање и влажење ваздуха. Механичке нечистоће, из удахнутог ваздуха, са задржавају у усној и носној шупљини на овлаженом епителу одакле се механичким путем одсрањују из носа и устију (кашљањем, кијањем, пљувачком и носном слином) или гутањем. Слуз са „ухваћеним“ честицама се покреће један сантиметар у минути до коначног избацивања или гутања. У носу и устима ваздух се загреје и зашити воденом паром, пре него стигне у плућа. Када би човек удисао кроз обичну цев, сув и хладан ваздух који допире у доње делове плућа погодовао би развоју инфекције. Ваздух који улази кроз носне шупљине је боље филтриран ваздух од онога који улази кроз уста. Зато лекари саветују да се дисање кад год је то могуће обавља преко носа.
Гркљан 

Гркљан је орган дисајног система који је смештен у предњем делу врата. Орган је цевастог облика и почиње отвором у доњем делу ждрела (хипофаринксу), а наставља се у душник (трахеју). Главна функција гркљана је дисање, док је кроз еволуцију прилагођен и фонацији (говору). Посебну улогу у заштити дисања има гркљански поклопац (лат. epiglotis), који спречава да храна заврши у гркљану и даље у душнику, или спречава аспирацију и евентуално гушење.
Ждрело

Ждрело је телесна шупљина која је са једне стране спаја усну и носну шупљина а са друге гркљан. Главна улога ждрела у процесу дисања је да прими ваздух из носне и усне шупљине и загреје га на температуру тела пре његовог уласка у респираторни систем.
Душник
Душник или трахеја, је цев кроз коју ваздух доспева у бронхије.
Бронхије, бронхиоле, алвеоларни дуктуси и алвеоле

Ваздух из душника наставља кретање наниже кроз бронхије и бронхиоле, ка све мањим пролазима, или дуктусима, док не доспе у алвеоле плућног ткива. Главна душница, по уласку у плућа, силази косо надоле и образује бронхијално стабло. Бронхиола формира структуре које личе на гроздове а свака бобица представља алвеолу.
Плућни режњић, је основна јединица грађе плућа, има облик пирамиде, величине око 1 см² Кроз њен врх улази бронхиола која се грана дајући ситне алвеоле, полулоптаста проширења њених зидова.
Алвеола је најважнији део плућа, облика мехурића пречника 0,3 mm. Алвеоле су творевине врло танких зидова, којих у плућима има око 300 милиона, са укупном површином која је у контакту са капиларима од око 70 m². Свака мала алвеола окружена је мрежом капилара којима се придружују артерије и вене. На микроскопском прегледу капилара се види, да промер његовог зид чини само једна ћелија. Плућни капилари су толико уски да црвена крвна зрнца могу да се крећу кроз њих само у једном низу. Размена гасова  и  се одвија на нивоу алвеола.

## функције дисања
Дисање има неколико функција;
- Унос кисеоника у тело,
- Уклањање угљен-диоксида из тела,
- Регулација телесне температуре,
- Регулација ацидо-базне равнотеже у телу.

### Унос кисеоника у тело
Примарна функција дисања је унос кисеоника. Кисеоник улази у тело путем дисајног система, а затим се у телу кроз циркулаторни систем доставља до свих његових делова. Све ћелије у телу за потребе метаболизма хране имају потребу за кисеоником.

### Уклањање угљен-диоксида из тела
Угљен-диоксид је један од нуспроизвода у метаболичким процесима. Угљен-диоксид се раствара у плазми крви, која га затим преноси из ткива до плућа одакле се он избацује из тела.
Када угљен-диоксид уђе у капиларе, он реагује са водом, те настаје угљена киселина. Та реакција се убрзава ферментима до 5000 пута. Већ у следећем тренутку ова киселина дисоцира на бикарбонатне јоне и у овом безопасном стању се преноси до плућа. Овим процесом је омогућено да се угљен-диоксид 15-20 пута лакше транспортује.

### Регулација телесне температуре
Телесна температуре се обично одржава у распону од (36.1° до 37,0 °C). Испаравање телесних течност (као што је знојење) је једна од метода која помаже уклањању топлоте и одржавању топлотне равнотеже тела. Влажан ваздух током издисање такође помаже у процесу елиминације топлоте. Негативан ефекат може бити губитак велике количине топлоте због велике површине плућа.

### Регулација ацидо-базне равнотеже у телу
У телу постоји сложена равнотежа између количине кисеоника и угљен-диоксида. Кретање угљен-диоксида и кисеоника одвија се кроз бројне хемијске промене у хемоглобину и крвној плазми. Поремећај у раду ових хемијских путеве мења хемијску равнотежу тела.
Под нормалним условима, релативни ниво ацидо-базне равнотеже (-{pH}- ниво) у телу је у распону од 7,35 до 7,45. Током дисања раста парцијални притиска угљен-диоксида, повећава се ниво киселости, и рН вредност се снижава на мање од 7,3. Исто тако, превише мало угљен-диоксида изазива пораст базне реакције крви и пораст рН вредности.
Будући да људско тело одржава ацидо-базну равнотежу унутар уских граница, дисајни центар мозга реагује при свакој промени рН и парцијалног притиска угљен-диоксида (pCO2) у крви. Када дође до промена ацидо-базне равнотеже и pH, хемијски рецептори активирају дисајни процес како би се рСО2 и рН ниво нормализовали. Распон од 7,2 до 7,6 је критична граница неопходне за кретање кисеоника кроз крв и улазак кисеоника у ткива.

## Размена гасова у плућима и ткивима
- Кисеоник је заступљен са око 20,9%, (21%) у гасној смеши наше атмосфере, а његов делимични притисак је 160 mmHg у сувом ваздуху на нивоу мора, на температури од око 15 °C.[13]
- Далтонов закон; наводи да су делимични (парцијални) притисци гаса у гасној смеши једнаки притиску гаса који би он остварио ако би сам заузимао тај простор. Свака гасна компонента у гасној мешавини врши притисак који је пропорционални уделу који она има у мешавини.
- Међутим ове вредности се мењају када удахнути ваздух доспе у плућа. Сув атмосферски ваздух изложен је засићеној воденој пари, на телесној температури од (37 °C), и делимичном притиску водене паре од 47 mmHg. У душнику дакле делимични притиска кисеоника износи (760mmHg - 47mmHg) или око 150 mmHg.
- Пролазећи кроз трахеју ка алвеолама, кисеоник се меша и са угљен-диоксидом. Тако да када дође до алвеола где се одвија процес дифузије делимични притисак кисеоника постаје још мањи.

- Делимични притисак угљен-диоксида у алвеолама износи око 40 mmHg, па делимични притиска кисеоника у најнижој тачки респираторног система достиже коначну вредност која представља респираторни коефицијент и износи 103 mmHg .
- Дифузија кисеоника (и угљен-диоксида у супротном смеру) одвија се на нивоу почев од респираторних бронхиола наниже. Ипак већина дифузије одвија се у алвеолама, које су практично окружене крвним капиларима. Површина алвеоларно-капиларне мреже је задивљујуће велике, између 90 и 100 m². Ако би раширили алвеоле, добили би површину која покрива два тениска терена. Плућне мембрана је изузетно комплексан систем који се састоји од 6 слојева. Упркос великом броју слојева и изузетној сложености, укупна дебљина плућне мембране износи од 0,2-0,5 микрометра. Укупна количина крви у плућним капиларима износи у просеку 60-140 ml. Дифузија у алвеолама одвија се уз помоћ разлике притиска кисеоника између алвеола и крви.
- Кисеоник доспео у алвеоле, има парцијални притисак око 100 mmHg.
- У венској крви која се враћа у плућа делимични (рО2) кисеоника крви је око 40 mmHg.
- Ова разлика притиска омогућава да кисеоник из алвеола, тј из области вишег притиска прелази у капиларе у којима је нижа вредност парцијалног притиска кисеоника.

### Фактори који утичу на размену гасова кроз плућну мембрану утичу следећи фактори
На размену гасова кроз плућну мембрану утичу следећи фактори
Дебљина површина алвеоларне мембране
Промена дебљине и редукција површине плућне мембране знатно умањује дифузијски капацитет плућа, што смањује количину кисеоника и засићење хемоглобина у крви и утиче на појаву хипоксије. Ове промене настају када се у алвеолама често накупља течност, тј. кад постоји оток плућа (едем), надутост плућа (емфизем) затим фиброза плућа, али и многе друге болести плућа могу довести до ових поремећаја. Задебљање мембране може настати и као одбрамбена реакција организам на повећане вредности кисеоника у ваздуху нпр, код вештачког дисања и инхалације 100% кисеоника преко маске или у респираторима и хипербаричним коморама.
Концентрација раствореног гаса
Концентрација раствореног гаса у телесним течностима зависи од његове растворљивости. Разлика у растворљивости гасова је важна зато што количина гаса помножена са коефицијентом растворљивости гаса одређује количину гаса раствореног у телесним течностима, што утиче и на брзину дифузије гаса кроз ткива.
| НАЗИВ ГАСА     | Количина раствореног гаса () |
| -------------- | ---------------------------- |
| Кисеоник       | 1,1                          |
| Угљен-диоксид  | 25,6                         |
| Угљен-моноксид | 0,8                          |
| Азот           | 0,5                          |

Разлике у делимичном (парцијалном) притиску гасова
Дифузијског капацитета гасова
Дифузијски капацитет гасова зависи од стопе дифузије неког гаса која је сразмерана његовој растворљивости и градијенту притиска (нпр угљен-диоксид, који је више растворљив него кисеоник, има већу стопу дифузије).
Имајући у виду да распирација гасова варира између гасне фазе, гаса у алвеолама и растворене фазе у плућној крви, њихова дифузија (у једном или другом смеру) зависиће превасходно од парцијалног притиска и коефицијента растворљивости гаса.

### Улога еритроцита и хемоглобина у процесу дисања
Када кисеоник доспе у алвеоле плућа, она пролази танку ћелијску баријеру алвеола и креће са према плућним капиларима где се у крви везује у лабаву везу са хемоглобином. Дакле, долази до засићења хемоглобина у еритроцитима крви кисеоником.
Главну улогу у овом процесу обављају еритроцити, којих у организму има 25 000 милијарди. Пошто се кисеоник преноси слободном дифузијом, потребно је да еритроцит упије молекуле кисеоника. Присуство хемоглобина у еритроцитима омогућава крви да пренесе 30-100 пута више кисеоника, него што би могла пренети да је кисеоник растворен у плазми (свега 0,3%). У сваком молекул хемоглобина има 4 атома гвожђа, а сваки атом гвожђа везује један молекул кисеоника. Молекул хемоглобина у току дисања мења свој облик, а то је најмања молекуларна структура која дише. Када хемоглобин веже кисеоника - скупља се, а када отпушта кисеоника - шири се. То је парадоксалан процес у односу на онај који се дешава у плућима. Хемоглобин показује изузетну комплексност и флексибилност да би одиграо улогу сталног координатора количине кисеоника и угљен-диоксида.
- Угљен-диоксид дифузијом из крви прелази у алвеоле на исти начин. Делимични притиска угљен-диоксида (рСО2) у венској крви у капиларима је око 46 mmHg, у односу на рСО2 од 40 mmHg у алвеоли. При проласку кроз крвне капиларе плућа, СО2 се креће из подручја вишег рСО2 у капилару у подручје ниже вредности рСО2 у алвеоли. Након овога СО2 током пасивна фазе – издисања напушта тело.
- Размена кисеоника и угљен-диоксида између ткива и капилара се одвија на исти начин као и између алвеола и капилара. У ткивима притисак кисеоника пада са повећањем удаљености од капилара и најнижи ниво се налази на средини између два капилара.
- Ако делимични притисак кисеоника падне испод 3 mmHg, у ткивима се развија анаеробни метаболизам. Под нормалним условима притисак угљен-диоксида (pC02) расте у ткивима и настаје млечна киселина која узрокује проширење капилара. У мишићима капилари се могу повећати и до 200 пута, а већина је капилара проширена и за време мировања, за разлику од мозга чији се капилари могу повећати само 4 пута. То је разлог зашто се хипоксија прво јавља у мозгу а тек на крају у мишићима, као и зашто реверзибилне (трајне) последице у мозку настају већ наком 5-10 минута а у мишићима након 2 и више часова.

| Локација          | ()     | ()    | ()   | ()    |
| Удахнути ваздух   | 158,0, | 0,3   | 5,7  | 596,0 |
| Алвеоларни ваздух | 100,0  | 40,0  | 47,0 | 573,0 |
| Издахнути ваздух  | 116,0  | 32,0  | 47,0 | 565,0 |
| Десно срце        | 40,0   | 46,0  | 47,0 | 573,0 |
| Лево срце         | 95,0   | 40,0  | 47,0 | 573,0 |
| Ткива             | -40,0  | +46,0 | 47,0 | 573,0 |

## Функција дисања са променом висине
Количина кисеоника и угљен-диоксида размењена преко алвеоло-капиларне мембране и крви зависи пре свега од разлике парцијалног притиска кисеоника и угљен-диоксида у алвеоларном ваздуху и њиховог парцијалног притиска у венском делу капилара.
Притисак кисеоника, и његова диференцијална разлика битна је за правилно засићење крви кисеоником, у току краћег боравка људи на висини, или код посада ваздухоплова у току висинских летова, јер са висином пада засићење крви кисеоником, због снижавања барометарског притиска ваздуха, овај пад у засићењу крви кисеоником може да наруши нормалан процес дисања, доведе до хипоксије, и животно угрози особу изложену сниженом барометарском притиску ваздуха.
| Висина ()     | Атмосферски притисак () | Артеријски- ( ) | Венски - ( ) | Разлика притиска () | Засићење крви кисеоником (%) |
| на нивоу мора | 760 (664-803)           | 100             | 40           | 60                  | 98                           |
| 3.000         | 523                     | 61              | 31           | 29                  | 87                           |
| 5.500         | 380                     | 38              | 26           | 12                  | 72                           |
| 7.000         | 282                     | 7               | 4            | 3                   | 9                            |
| 11.000        | 179                     | 0               | 0            | 0                   | 0                            |

### Функционална подела атмосфере у односу на висину
Према физиолошком учинку достигнуте висине на процесе дисања у организму човека извршена је следећа подела атмосфере;
Индиферентна зона (до 1.780 m)
До ове висине атмосфере у организму човека не догађају се никакве промене са висином, без обзира да ли се ради о здравом или болесном организму.
Зона потпуне компензације (до 3.000 m)
У овој зони код потпуно здравих људи не дешавају се никакве промене, али код болесника у овој зони се могу јавити први поремећаји изазвани недостатка кисеоника (хипоксија). Потпуно здрава особа до висине од 3000 метара може удисати само обичан ваздух јер компензаторни физиолошки механизми организма (хипервентилација, пораст пулса итд.) могу надокнадити снижену вредност pO2 до ове висине.
Зона непотпуне компензације (од 3000 до 5.000 m)
У овој зони настају први психофизиолошки поремећаји у организму. Брзина настанка промена у организму човека умногоме зависи од утренираности (аклиматизације), физичке кондиције, начина исхране и здравственог стања.
Смртна зона (изнад 5.500 m)
У смртној зони, као шро јој и сам назив каже, настају тешки психофизиолошки поремећаји све до смртног исхода.
На мањим висинама (до 3.000 метара) алвеоларни парцијални притисак кисеоника (pO2) се не смањује у толикој мери као pO2 у атмосфери, јер смањен притиска кисеоника донекле надокнађује повећана вентилација плућа и веће напрезање кардиоваскуларног система. Међутим на већим висинама pO2 се далеко више смањује у алвеолама плућа него у атмосферском ваздуху, због разређења кисеоник у удахнутом ваздуху. Разлог за ово смањења је;
- На великим висинама угљен-диоксид се стално одстрањује из крви плућних капилара у алвеоле и врши разређење ваздуха, (мада се на већим висинама због убрзаног дисања смањује парцијални притиска угљен-диоксида са 5,3 kPa и снижава на приближно 3,2 kPa).
- Вода са дисајних површина исправа у удахнути ваздух и такође врши разређење алвеоларног ваздуха. На нормалној телесној температури водена пара задржава свој стални парцијални притисак од 6,3 kPa без обзира на висину.

| Висина ()     | Атмосферски притисак () | pO2 у ваздуху (kPa) | pCO2 у алвеолама () | pO2 у алвеолама () | Артеријско засићење крви кисеоником |
| на нивоу мора | 101,3                   | 21,2                | 5,3                 | 13,9               | 0,97                                |
| 3.000         | 69,7                    | 14,7                | 4,8                 | 8,9                | 0,90                                |
| 6.000         | 46,5                    | 9,7                 | 3,2                 | 5,3                | 0,73                                |
| 9.000         | 30,1                    | 6,3                 | 3,2                 | 2,8                | 0,30                                |
| 12.000        | 18,8                    | 3,9                 | 3,2                 | 1,6                | 0,15                                |
| 15.000        | 11,6                    | 2,4                 | 3,2                 | 0,3                | 0,02                                |

- Напомена: 1 атмосфера = 101.3 kPa,  kPa (килопаскал) = 1000 паскала. Један паскал, једнак је сили од једног њутна која делује на површини од једног квадратног метра.

Ако претпоставимо да барометарски притисак падне на 13,3 kPa, од те вредности на парцијални притисак водене паре (pH2О) отпада 6,3 kPa, за све остале гасове остаје 7 kPa. (13,3-6,3= 7). На великим висинама од 7 kPa, мора се одузети притисак CO2 тако да у ваздуху остаје свега 3,8 kPa (7-3,2=3,8) гаса. Под условом да се кисеоник не троши од 3,8 kPa треба одузети 4/5 колико заузима азот, тако да на рО2 отпада 0,8 kPa. Имајући у виду да су до тог момента ткива изузетно аноксична, значајну количину кисеоника апсорбује крв, тако да у плућима остаје свега 0,26 kPa притиска кисеоника., што је недовољно за нормалан процес дисања. На основу овога закључујемо да човек на атмосферском притиску од 13,3 kPa, не би могао преживети ако би удисао само атмосферски ваздух.
- Од висине 3000 метара до висине од 12.200 метара, да не би дошло до поремећаја у организму због хипоксије, потребно је започети са допунским удисањем 100% кисеоника.
- Од висине од 12.200 метара удисање кисеоника обавезно мора бити са допунским притиском (натпритиском). Притисак од 18,8 kPa узима се као доња граница дисања 100% кисеоника без натпритиска.

Пример: на висини од 15.500 метара барометарски притисак ваздуха је 11,6 kPa, што је недовољно за нормалан процес дисања, зато је потребно удисање 100% кисеоника појачати и натпритиском. Вредност натпритиска можемо израчунати ако од доње границе притиска на којој се обавља процес дисања 100% кисеоника (18,8 kPa) одузмемо вредност притиска на задатој висини (18,8-11,6=7,2 kPa). Са овим натпритиском, од 7,2 kPa, постиже се вредност парцијалног притиска кисеоника на висини од 15.500 метара која обезбеђује засићење хемоглобина у крви око 90%.

### Дисање под натпритиском
Дисање под натпритиском је вештачки повећање смањеног парцијалног притиска кисеоника у удахнути ваздуху, као једна од основних мера у борби против смањеног барометарског притиска атмосферског ваздуха и појаве хипоксије у телу пилота за време летења на већим висинама.
Притисак гаса остварује се само за време удисања, док у току издисања притиска нема. На овај начин је измењен нормални респираторни циклус јер је сада удах пасивна фаза а издах активна фаза. У току издисања потребно је извршити одређени рад да би се створио повећан негативан притисак у грудном кошу, који ће истиснути ваздух како би притисак изједначио са спољашњим. Док дисање доводи у плућа позитивни притисак остали делови тела су изложени околним притиску ваздуха.
Дисање 100% кисеоника под натпритиском од 11,7 kpa обезбедило би трајну успешну заштиту од хипоксије на било којој висини. Међутим овако велики натпритисак је неостварљива јер доводи до; декомпресионе болести и физиолошких поремећаја у раду респираторног система.
Могућности дисања кисеоника под натпритиском нису неограничене, те након преласка вредности од 7,8 kPa, долази до значајних поремећаја у раду кардиоваскуларног и респираторног система, а на већим притисцима могло би да дође и до руптуре плућа.
Да би се ово спречило уведена су специјална одела са натпритиском која стварају притисак са спољне стране тела пилота, са циљем да се спољни притисак изједначи са унутрашњим притиском. Само са оваквим оделом добро се подноси дисање под натпритиском и до 20,7 kPa
Како је дисање кисеоника под натпритиском веома напорно, његова примена није препоручљива дужи временски период, а и сама опрема која се користи за ту намену знатно отежава рад пилота. Зато су савремени авиони тако конструисани да су њихове кабине под натпритиском, што омогућава нормалан рад пилота, а одело се користи само у случају настанка ванредне ситуације (расхерметизација кабине не великим висинама).

### Заштита функције дисања на висини
Како би човек обезбедио нормалан процес дисања на висини он мора дисања допунити низом заштитних мера;
Аклиматизација
Аклиматизација се постиже дужим боравком на висини изнад 3.000 метара, на којој се организам привикава смањеном парцијалном притиску кисеоника покретањем читавог низа физиолошких процеса.
Бављењем спортом
Бављењем спортом уз правилну исхрану и повремени боравак на висини повећава се дисајни капацитет организма што га чини отпорнијим на смањени парцијални притисак кисеоника.
Правилна примена угљених хидрата
Правилно дозиран и повећан унос угљених хидрата и беланчевина смањује толеранцију организма и повећава његову издржљивост током боравка у атмосфери са ниским парцијалним притисцима кисеоника.
Удисање кисеоника
Допунско удисање кисеоника може се обезбедити преко заштитне маске, или током боравка у херметизованим кабинама ваздухоплова са употребом специјалног висинског одела или без њега.